# Pošta Slovenije
Пошта Словенії (словен. Pošta Slovenije) — національний оператор поштового зв'язку Словенії зі штаб-квартирою в Мариборі. Є товариством з обмеженою відповідальністю, яке підпорядковане уряду Словенії. Член Всесвітнього поштового союзу.